# Woiwodschap Krakau
Het woiwodschap Krakau (Pools: Województwo  Krakowskie ) was van de 14e eeuw tot de Derde Poolse Deling van 1795 een woiwodschap van Polen. Het omvatte het gebied rondom de Poolse (hoofd)stad Krakau en bestond uit een deel van de historische regio Klein-Polen en een deel van het huidige Woiwodschap Silezië met bijvoorbeeld de stad Częstochowa. 